# Санта Севера (Рим)
Санта Севера је насеље у Италији у округу Рим, региону Лацио.
Према процени из 2011. у насељу је живело 970 становника. Насеље се налази на надморској висини од 7 м.